# 宇都井站
34°54′24″N 132°37′47″E / 34.9066147°N 132.6297508°E
宇都井站（日语：／ Uzui eki */?）曾是位於島根縣邑智郡邑南町宇都井下鄉，屬於西日本旅客鐵道（JR西日本）三江線的鐵路站。

## 歷史
- 1975年（昭和50年）8月31日正式開業。
- 1987年（昭和62年）4月1日因國鐵分割民營化交由西日本旅客鐵道營運。
- 2009年（平成21年）10月3日同年11月29日只限周末及公眾假期停車15分鐘。
- 2018年（平成30年）
  - 1月1日 NHK的跨年特別節目在此站現場直播車站夜景及跨年特別列車。
  - 4月1日 與三江線廢線同時關閉。[1]

## 結構

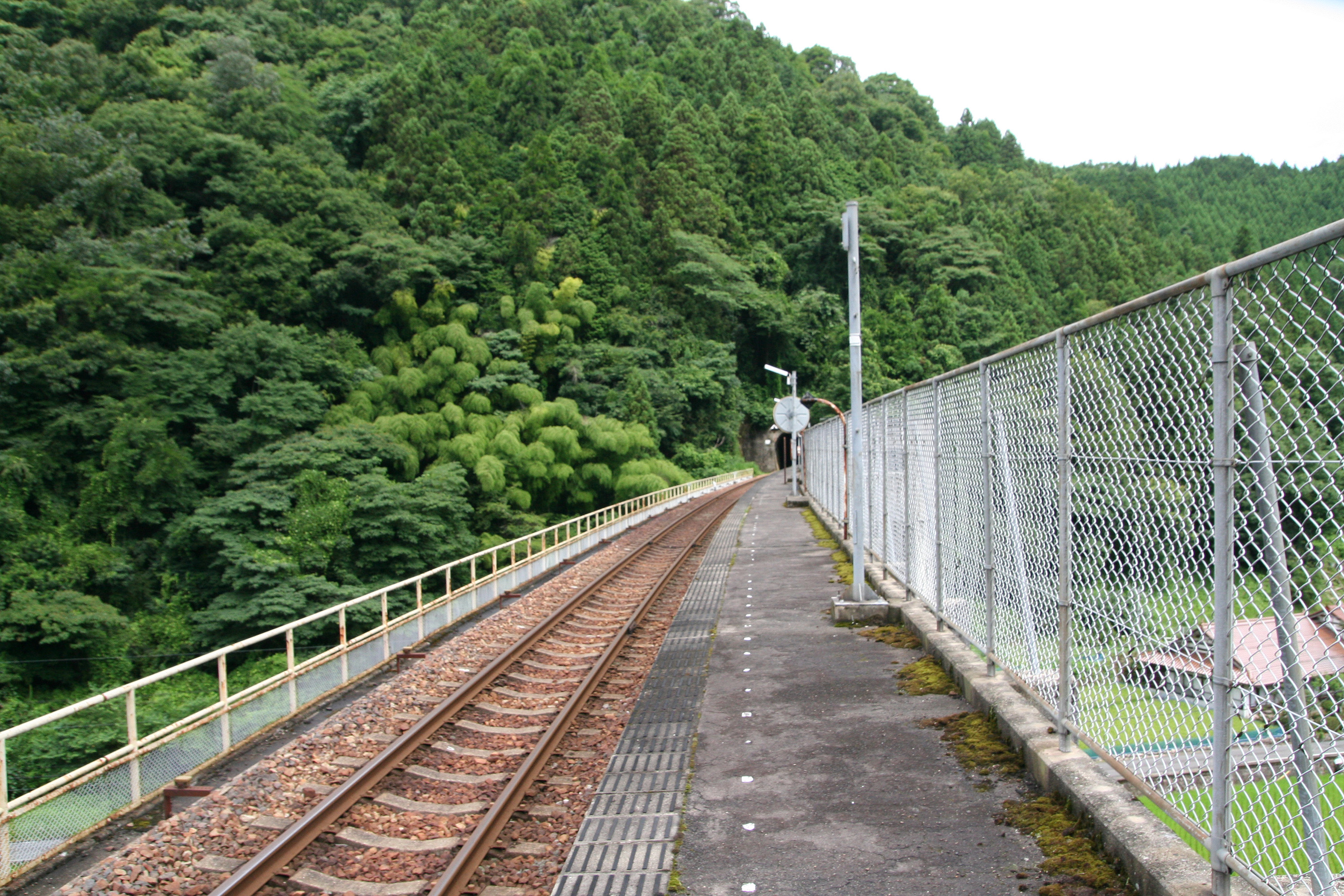
站内（攝於2008年7月27日）
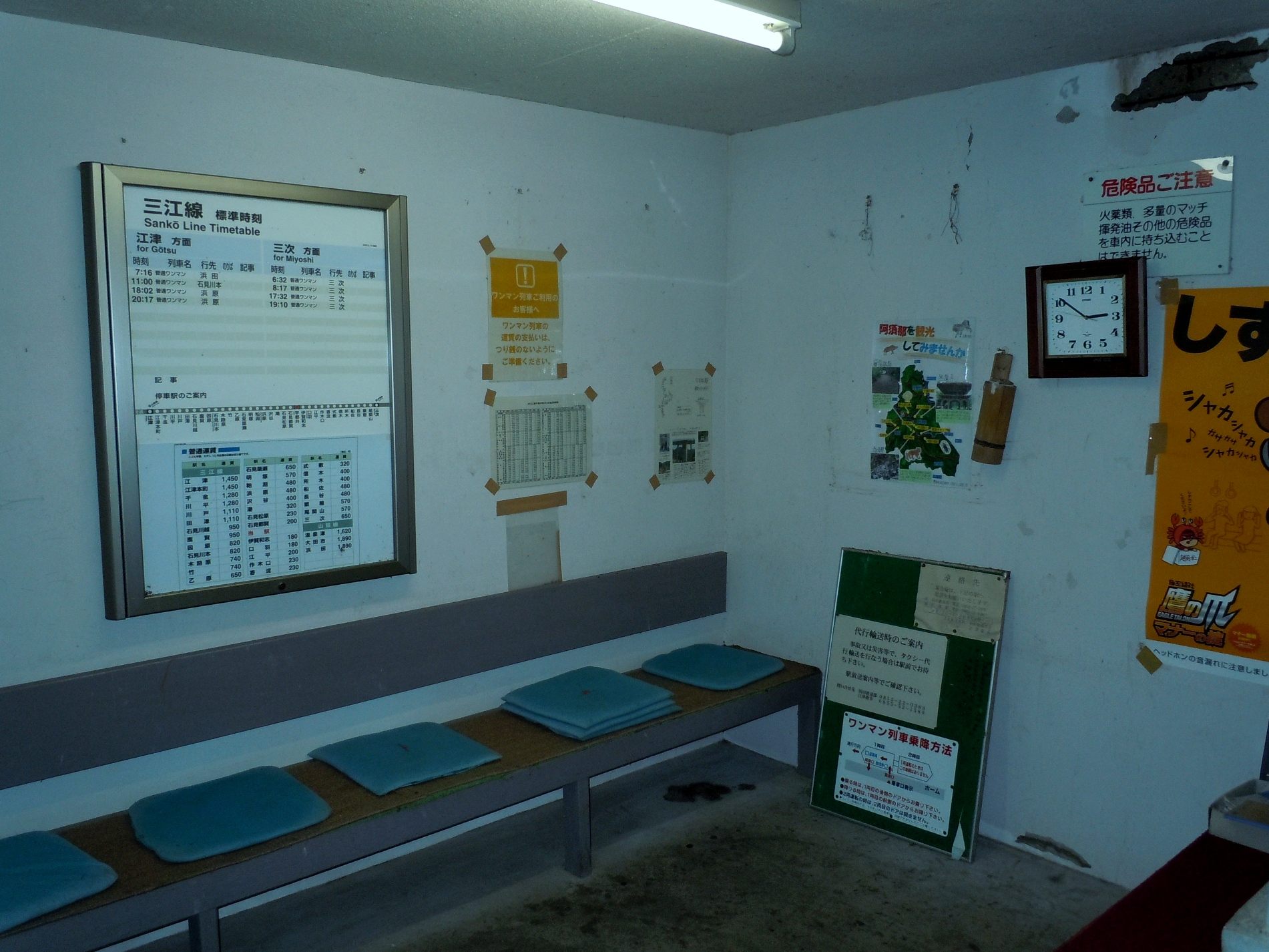
等候室（2011年1月22日）
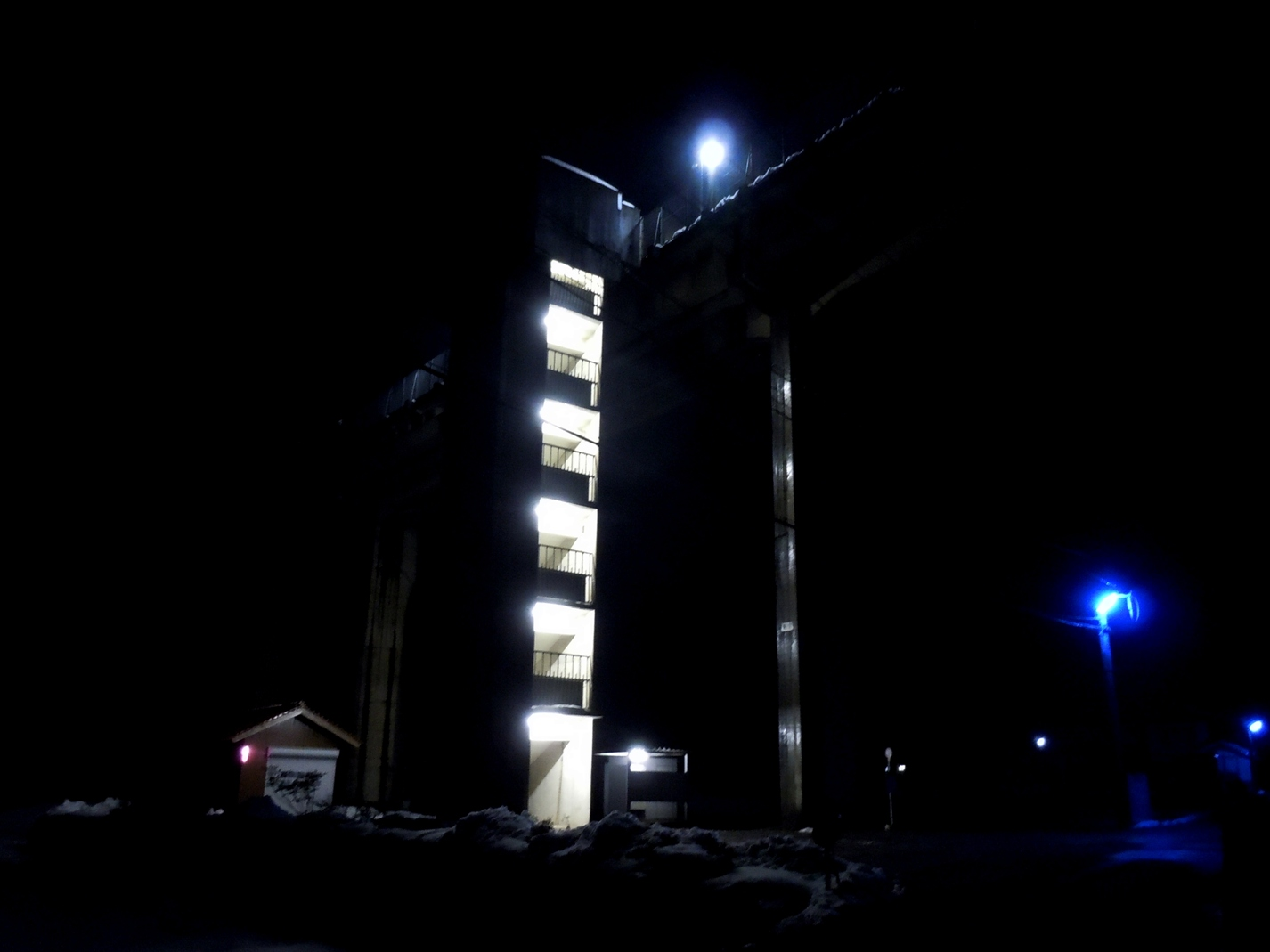
夜間的樓梯（2011年1月22日）
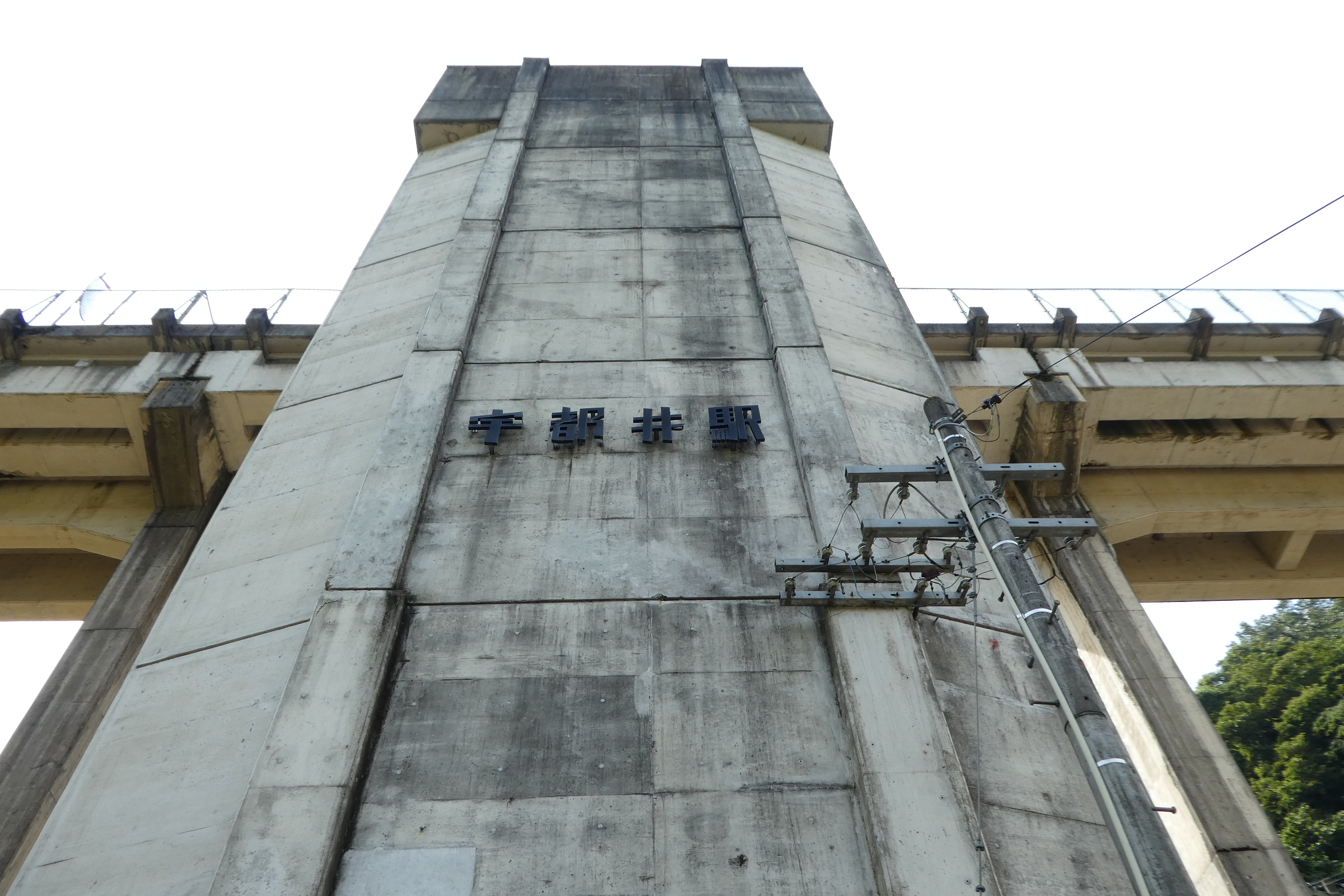
樓梯下（2017年9月）

該站是一個只有單式1面1線的月臺高架車站（停留所），為濱田鐵路部管理的一個無人站。因前後皆有隧道，月臺及等候室位處離地二十米，為日本最高的架空月臺，此站亦因此被稱爲「天空之站」。該站沒有設置升降機或扶手電梯等升降設備，從地面到月臺需走上共116級的樓梯。
車站的樓梯上設有等候室，由當地居民定期打掃，並在座椅上放置座墊。可是，站内並沒有自動販售機等設備。樓梯下設有男女共用的廁所。

## 周邊
車站周邊為被山谷包圍的民居。
附近亦有：
- 宇都井谷川
- 島根縣道292號宇都井阿須那線（日语：島根県道292号宇都井阿須那線）
- 島根縣道294號邑南美鄉線（日语：島根県道294号邑南美郷線）

## 使用情況
該站2014年度一日平均乘車人次不足一人。另外於2004年度平均人次為四人，1994年度為九人，而1984年度則為八人。
近年來平均每天乘車人次如下。
| 乘車人次推移 | 乘車人次推移     |
| 年度         | 一日平均乘車人次 |
| ------------ | ---------------- |
| 1999         | 3                |
| 2000         | 2                |
| 2001         | 2                |
| 2002         | 3                |
| 2003         | 4                |
| 2004         | 4                |
| 2005         | 3                |
| 2006         | 1                |
| 2007         | 2                |
| 2008         | 0                |
| 2009         | 0                |
| 2010         | 0                |
| 2011         | 1                |
| 2012         | 0                |
| 2013         | 0                |
| 2014         | 0                |

## 相鄰車站
西日本旅客鐵道
 三江線
石見都賀－宇都井－伊賀和志

## 外部鏈結
- JR西日本（宇都井駅） - 存于互联网档案馆（存档于2016年3月4日）
- ぶらり三江線WEB：宇都井 - 三江線改良利用促進期成同盟会・三江線活性化協議会。（日語）
- 大阪からの鉄道旅行・や・で 駅レポート（宇都井駅）（页面存档备份，存于） （日語）